# Eendracht (Nijmegen)
Eendracht is een voormalige voetbalclub uit de Nederlandse stad Nijmegen die de basis vormde voor de huidige club N.E.C.
In 1888 was in Nijmegen al voetbalclub Quick opgericht, maar deze club richtte zich met name op de elite. Op 15 november 1900 besloten August Lodenstijn, Antoon Kuypers en Wouter van Lent daarom om de voetbalclub Eendracht op te richten voor jongens uit lagere sociale klassen uit de Benedenstad. Die voetbalden voorheen op de Waalkade en de Grote Markt. De naam was afgeleid van een spreuk op de poort bij de Grote Markt: "Eendracht maakt macht".
In de eerste jaren na haar oprichting speelde Eendracht alleen wat vriendschappelijke wedstrijden en onderlinge trainingspartijtjes. Men ging spelen op het Gerard Noodtplein en later de Wedren.
In 1903 speelde Eendracht voor het eerst in competitieverband. De club werd in dat jaar direct kampioen van de Nijmeegsche Voetbalbond en promoveerde naar de tweede klasse van de toenmalige Geldersche Voetbalbond. De twee daaropvolgende seizoenen werd de club ook in die klasse kampioen.
In seizoen 1906-1907 speelde Eendracht in de Oostelijke tweede klasse van de Nederlandsche Voetbalbond en ging men spelen onder de Waalbrug aan de overzijde van de Waal bij Lent. Het eerste jaar in deze klasse eindigde Eendracht als zesde. Dit veld bleek vaak onbespeelbaar omdat het bij hoog water steeds blank stond. Een volgende verhuizing bracht de club vervolgens naar het terrein van de heer Selbach. In 1908 kwam ook de zojuist opgerichte club NVV Nijmegen naar dit terrein, maar deze vertrok een jaar later weer.
Op 11 april 1910 fuseerde Eendracht met NVV Nijmegen en vormden de beide clubs vanaf dat moment de Nijmegen Eendracht Combinatie: N.E.C..
Blauw Wit · Brakkenstein · DVOL · Jonker Boys · Kolping-Dynamo · Krayenhoff · NSVV FC Kunde · N.E.C. · Sportclub N.E.C. · SV Nijmegen · Oranje Blauw · SV Orion · VV OSC · Quick 1888 · SCE · vv Trekvogels · Uni vv · Union · SV Waalstad